# Rabdophaga jaapi
Rabdophaga jaapi är en tvåvingeart som först beskrevs av Rubsaamen 1916.  Rabdophaga jaapi ingår i släktet Rabdophaga och familjen gallmyggor. Inga underarter finns listade i Catalogue of Life.